# Василий и Василиса (фильм)
«Василий и Василиса» — советский фильм-драма 1981 года режиссёра Ирины Поплавской, снятый по одноимённой книге Валентина Распутина.

## Сюжет
Было у Василия (Михаил Кононов) и Василисы (Ольга Остроумова) семеро детей. Жили дружно, деревня уважала работящую семью, но однажды что-то случилось с хозяином: запил мужик и поднял руку на верную супругу. У неё случился выкидыш, и тогда Василиса выселила мужа в амбар. Было это перед самой Великой Отечественной войной. На войне погибнут два сына Вологжиных, а Василий вернётся кавалером ордена Славы, но Василиса так и не сможет простить его.

## В ролях
| Актёр               | Роль                    |
| ------------------- | ----------------------- |
| Ольга Остроумова    | Василиса                |
| Михаил Кононов      | Василий Вологжин        |
| Геннадий Фролов     | Саня                    |
| Наталья Бондарчук   | Александра              |
| Майя Булгакова      | Авдотья                 |
| Татьяна Догилева    | Настя                   |
| Андрей Ростоцкий    | Пётр (взрослый)         |
| Алексей Астахов     | Пётр (в детстве)        |
| Ольга Левитина      | дочь Василия и Василисы |
| Полина Кутепова     | дочь Вологжиных         |
| Ксения Кутепова     | дочь Вологжиных         |
| Николай Волков      | сосед                   |
| Наталья Дикарева    | Танюха                  |
| Александра Денисова | бабка на печи           |
| Елена Мельникова    | подруга Василисы        |
| Дмитрий Орловский   | сосед                   |
| Георгий Бурков      | текст от автора         |

## Съёмочная группа
- Режиссёр-постановщик: Ирина Поплавская
- Авторы сценария: Василий Соловьёв, Ирина Поплавская (участие)
- Операторы-постановщики: Кыдыржан Кыдыралиев, Борис Сутоцкий
- Художник-постановщик: Анатолий Кузнецов
- Композитор: Алексей Муравлев
- Звукорежиссёр: Виктор Беляров

## Награды
- На международном фестивале фестивалей в Торонто (Канада) фильм «Василий и Василиса» удостоен почётного диплома (1988 г.)[источник не указан 2386 дней]